# آنتونیو گارسس
آنتونیو گارسس (اسپانیایی: Antonio Garcés‎؛ زادهٔ ۲ سپتامبر ۱۹۵۰) بازیکن فوتبال اهل کوبا بود.
وی همچنین در تیم ملی فوتبال کوبا بازی کرده‌است.